# 阿薩姆分離主義運動
阿薩姆分離主義運動是印度東北部阿薩姆邦的分離主義運動，是印度東北部衝突的一部分。分離主義運動始於1970年代，當地原住民阿薩姆人認為印度中央政府長期對當地進行壓迫，忽視原住民的政治、社會、文化和經濟等各種問題，因此與之展開對抗。另外來自孟加拉國的非法移民數量急劇增加，也導致阿薩姆人與其他族群關係緊張。 衝突已導致 12,000 名阿薩姆聯合解放陣線 (ULFA) 武裝分子和 18,000 名其他人死亡。
參與阿薩姆分離運動的組織包括阿萨姆联合解放阵线、波多民族民主阵线與卡爾比隆里北卡查爾山解放陣線等，其中以阿萨姆联合解放阵线規模最大，該組織於1979年4月創立於有阿薩姆古國阿洪姆王国遺跡的讓加爾，以武裝鬥爭的方式追求阿薩姆的獨立，印度政府於1990年將其歸為恐怖主義組織，美国国务院則將其視為「其他需要關注」的組織。
在阿薩姆邦，分離主義運動並未得到多數人支持，多數當地人對其持同情態度，但未必認同其分離主義的主張。但許多人同意阿薩姆受到中央政府的忽視與剝削，阿薩姆語的媒體、文學中都常有此類阿薩姆民族主義的論調，也有報導將阿萨姆联合解放阵线視為救星。截至2010年，分離運動已造成阿萨姆联合解放阵线約12000人，以及其他組織約18000人死亡。
2019年5月15日，一枚手榴彈在古瓦哈提一家購物中心前爆炸，導致12人受傷。幾天后，阿薩姆聯合解放陣線宣布對這次襲擊負責，當局逮捕了主要嫌疑人。